# 真崎あむ
真崎 あむ（まさき あむ、1983年2月26日 - ）は、日本の元AV女優。
趣味・特技:ショッピング、パソコン

## 略歴・人物
2002年3月にデビューしたAV女優。
2002年3月13日、総合アダルトポータルサイト“X CITY”の説明会に出演、朝倉まりあ・大浦あんな・小川みゆき・川嶋なな・清水かおり・宝来みゆき・西村萌・吉井愛美・大空あすか・奈々瀬あい・零忍など多数のAV女優と共に登場した。
同年10月発売の『南極2号』をもって引退。
翌2003年5月にAVに復帰したが、同年中に再び引退。

## 出演作品

### アダルトビデオ
2002年
- Wファンタジー （3月23日、KUKI） ※デビュー作
- シャワーパーティ （4月27日、KUKI）
- バイブレーション （5月26日、KUKI）
- 全身性姦帯 （6月27日、KUKI
- Gモード （7月27日、KUKI）
- AMAM （8月18日、KUKI）
- ノーカット!! 真崎あむ （8月23日、KUKI） ※総集編
- ズブ濡れ人生激情 （9月20日、KUKI）
- 南極2号 （10月20日、KUKI）
- ノーカット!! 真崎あむ 2nd （11月22日、KUKI） ※総集編

2003年
- STARS!! 真崎あむ （3月28日、KUKI） ※総集編
- 再会 （5月30日、KUKI）
- STARS!! 真崎あむ 2nd （6月20日、KUKI） ※総集編
- トップギア （6月30日、KUKI）
- Dr.AMAM （7月30日、KUKI）
- ノーカット!! 真崎あむ 3rd （8月22日、KUKI） ※総集編
- DRIVE （8月30日、KUKI）
- スカイハイ （9月22日、KUKI）
- ノーカット!! 真崎あむ ファイナル （10月24日、KUKI） ※総集編
- スキスキ♥オナッ娘 （11月20日、クリスタル映像）
- 女乳 （12月4日、クリスタル映像）

2004年
- GOGOハレンチ娘 （1月24日、クリスタル映像）

2008年
- KUKI ピンクファイル 真崎あむ （1月11日、KUKI） ※総集編
- KUKI ピンクファイル 真崎あむ 2nd （2月27日、KUKI） ※総集編

### オリジナルビデオ
2003年
- 暴行高速バス 囚われの修学旅行 （8月25日、ENGEL）…共演:倉敷れい、吉野瑠衣、松田美咲

2004年
- 行列のできる人妻相談所 史上最強のエロ弁護士軍団 （5月22日、TMC）…共演:お蝶婦人、百瀬春華、横山あさ美

## 電子書籍

### デジタル写真集
2004年
- 真崎あむ デジタル写真集 vol.1 （6月10日、グラフィス）
- 真崎あむ デジタル写真集 vol.2 （7月8日、グラフィス）
- 真崎あむ デジタル写真集 vol.3 （8月12日、グラフィス）
- 真崎あむ デジタル写真集 vol.4 （8月26日、グラフィス）
- 真崎あむ デジタル写真集 vol.5 （9月9日、グラフィス）